# Adetus analis
Adetus analis är en skalbaggsart som först beskrevs av Samuel Stehman Haldeman 1847. Adetus analis ingår i släktet Adetus och familjen långhorningar.
Artens utbredningsområde är:
- Belize.
- Costa Rica.
- Guatemala.
- Honduras.
- Nicaragua.
- Panama.
- Paraguay.

Inga underarter finns listade i Catalogue of Life.